# 気多王
気多王（けたおう/けた の おおきみ、生没年不詳）は、奈良時代の皇族。系譜は不明だが、豊野出雲同様に鈴鹿王の系譜に連なるものだとする説がある。名は気太王とも記される。官位は従五位上・安芸守・皇后御葬司。

## 経歴
称徳朝の天平神護2年（766年）12月、西大寺行幸の際に、清原王・梶島王・乙訓王とともに无位から従五位下に叙せられる。天平神護3年（767年）、鍛冶正。
光仁朝の宝亀2年（771年）、伊勢国に派遣され、斎宮を造っている。この時も鍛冶正。この翌年の11月には酒人内親王が斎王に任命されている。宝亀10年（778年）、文室水通の後任の安芸守に任命されている。
桓武朝の延暦3年（783年）12月、従五位上に進み、同8年（788年）12月、同9年（789年）閏3月にはそれぞれ皇太后高野新笠、皇后藤原乙牟漏の御葬司の1人となっている。

## 官歴
『続日本紀』による。
- 天平神護2年（766年） 12月12日：従五位下
- 天平神護3年（767年）5月14日:鍛冶正
- 宝亀10（778年） 2月23日：安芸守
- 延暦3年（784年） 12月2日：従五位上
- 延暦8年（789年） 12月29日：御葬司（皇太后・高野新笠葬儀）
- 延暦9年（790年） 閏3月11日：御葬司（皇后・藤原乙牟漏葬儀）